# Kuranach-Jurjach
Il Kuranach-Jurjach (in russo Куранах-Юрях?) è un fiume della Russia siberiana orientale tributario di sinistra dell'Omoloj. Scorre nell'Ust'-Janskij ulus e nel Bulunskij ulus della Sacha-Jacuzia. Il tratto superiore del suo corso è anche conosciuto come Altan (Алтан).
Il fiume scende dalle  pendici orientali dei monti Orulgan del sistema della catena di Verchojansk e scorre in direzione nord-orientale. Il suo corso si trova a nord del Circolo polare artico e attraversa i territori desolati della tundra della pianura della Siberia Orientale. La sua lunghezza è di 126 km; il bacino è di 7 520 km². Sfocia nell'Omoloj a 279 km dalla foce. Il fiume è ghiacciato tra la metà di ottobre e l'inizio di giugno. Ci sono più di mille piccoli laghi nel suo bacino.